# Căința (film din 1987)
Căința (în georgiană მონანიება, transliterat: Monanieba, în rusă Покаяние, transliterat: Pokaianie) este un film din 1987 regizat de Tenghiz Abuladze.

## Lansare
A fost lansat în anul 1987 și a avut parte de succes comercial, fiind vizionat de 13,6 milioane de spectatori în cinematografele din Uniunea Sovietică.